# Новосёлова (Туринский муниципальный округ)
Новосёлова — деревня в Туринском городском округе Свердловской области, России.

## Географическое положение
Деревня Новосёлова муниципального образования «Туринского городского округа» расположена в 24 километрах к юго-востоку от города Туринска (по автотрассе — 31 километр), в лесной местности, на левом берегу реки Тура. На южном краю деревни расположено Журавлиное болото.

## Население
| 2002 | 2010 | 2021 |
| ---- | ---- | ---- |
| 124  | ↘75  | ↘35  |